# Hoya rosea
Hoya rosea är en oleanderväxtart som beskrevs av Karl Moritz Schumann. Hoya rosea ingår i släktet Hoya och familjen oleanderväxter. Inga underarter finns listade i Catalogue of Life.